# نیکلاس فولکروگ
نیکلاس فولکروگ (انگلیسی: Niclas Füllkrug؛ زادهٔ ۹ فوریهٔ ۱۹۹۳) بازیکن فوتبال اهل آلمان است که در حال حاضر در باشگاه فوتبال وستهام یونایتد در پست مهاجم بازی می‌کند.
از باشگاه‌هایی که در آن بازی کرده است می‌توان به باشگاه فوتبال نورنبرگ، باشگاه ورزشی وردر برمن و باشگاه فوتبال گروتر فورث اشاره کرد.

## عملکرد ملی
جام جهانی ۲۰۲۲ قطر
او با درخشش در وردر برمن برای اولین بار توسط هانسی فلیک به تیم ملی فوتبال آلمان برای جام جهانی ۲۰۲۲ قطر دعوت شد. او در جام جهانی ۲۰۲۲ قطر درخشان ظاهر شد و علی‌رغم حذف آلمان در مرحله گروهی او با عنوان بازیکن تعویضی توانست در ۳ بازی ۲ گل و ۱ پاس گل به ثمر برساند.
۷ بازی و ۷ گل در تیم ملی آلمان
او اولین بازیکنی است که در ۷ بازی ابتدایی خود در تیم ملی فوتبال آلمان ۷ گل به ثمر رسانده است.

## آمار ملی

### بازی‌های ملی
تا تاریخ ۲۱ نوامبر ۲۰۲۳
| آلمان | آلمان | آلمان | آلمان  |
| سال   | بازی  | گل    | پاس گل |
| ----- | ----- | ----- | ------ |
| ۲۰۲۲  | ۴     | ۳     | ۱      |
| ۲۰۲۳  | ۹     | ۷     | ۱      |
| مجموع | ۱۳    | ۱۰    | ۲      |

### گل‌های ملی
| شماره | تاریخ          | میزبان    | بازی ملی | حریف      | نتیجه | رقابت              |
| ----- | -------------- | --------- | -------- | --------- | ----- | ------------------ |
| ۱     | ۱۶ نوامبر ۲۰۲۲ | مسقط      | ۱        | عمان      | ۱–۰   | دوستانه            |
| ۲     | ۲۷ نوامبر ۲۰۲۲ | الخور     | ۳        | اسپانیا   | ۱–۱   | جام جهانی ۲۰۲۲ قطر |
| ۳     | ۱ دسامبر ۲۰۲۲  | الخور     | ۴        | کاستاریکا | ۴–۲   | جام جهانی ۲۰۲۲ قطر |
| ۴     | ۲۵ مارس ۲۰۲۳   | ماینتس    | ۵        | پرو       | ۲–۰   | دوستانه            |
| ۵     | ۲۵ مارس ۲۰۲۳   | ماینتس    | ۵        | پرو       | ۲–۰   | دوستانه            |
| ۶     | ۲۸ مارس ۲۰۲۳   | کلن       | ۶        | بلژیک     | ۲–۳   | دوستانه            |
| ۷     | ۱۲ ژوئن ۲۰۲۳   | برمن      | ۷        | اوکراین   | ۳–۳   | دوستانه            |
| ۸     | ۱۴ اکتبر ۲۰۲۳  | هارتفورد  | ۱۰       | آمریکا    | ۳–۱   | دوستانه            |
| ۹     | ۱۷ اکتبر ۲۰۲۳  | فیلادلفیا | ۱۱       | مکزیک     | ۲–۲   | دوستانه            |
| ۱۰    | ۱۸ نوامبر ۲۰۲۳ | برلین     | ۱۲       | ترکیه     | ۲–۳   | دوستانه            |